# أهران (جمع أبرود)
أهران (بالفارسية: اهران) هي مستوطنة تقع في إيران في قسم جمع أبرود الريفي. يقدر عدد سكانها بـ 554 نسمة بحسب إحصاء 2016.